# Möklinta
Möklinta is een plaats in de gemeente Sala in het landschap Västmanland en de provincie Västmanlands län in Zweden. De plaats heeft 377 inwoners (2005) en een oppervlakte van 99 hectare.